# 카밀로 호세 셀라

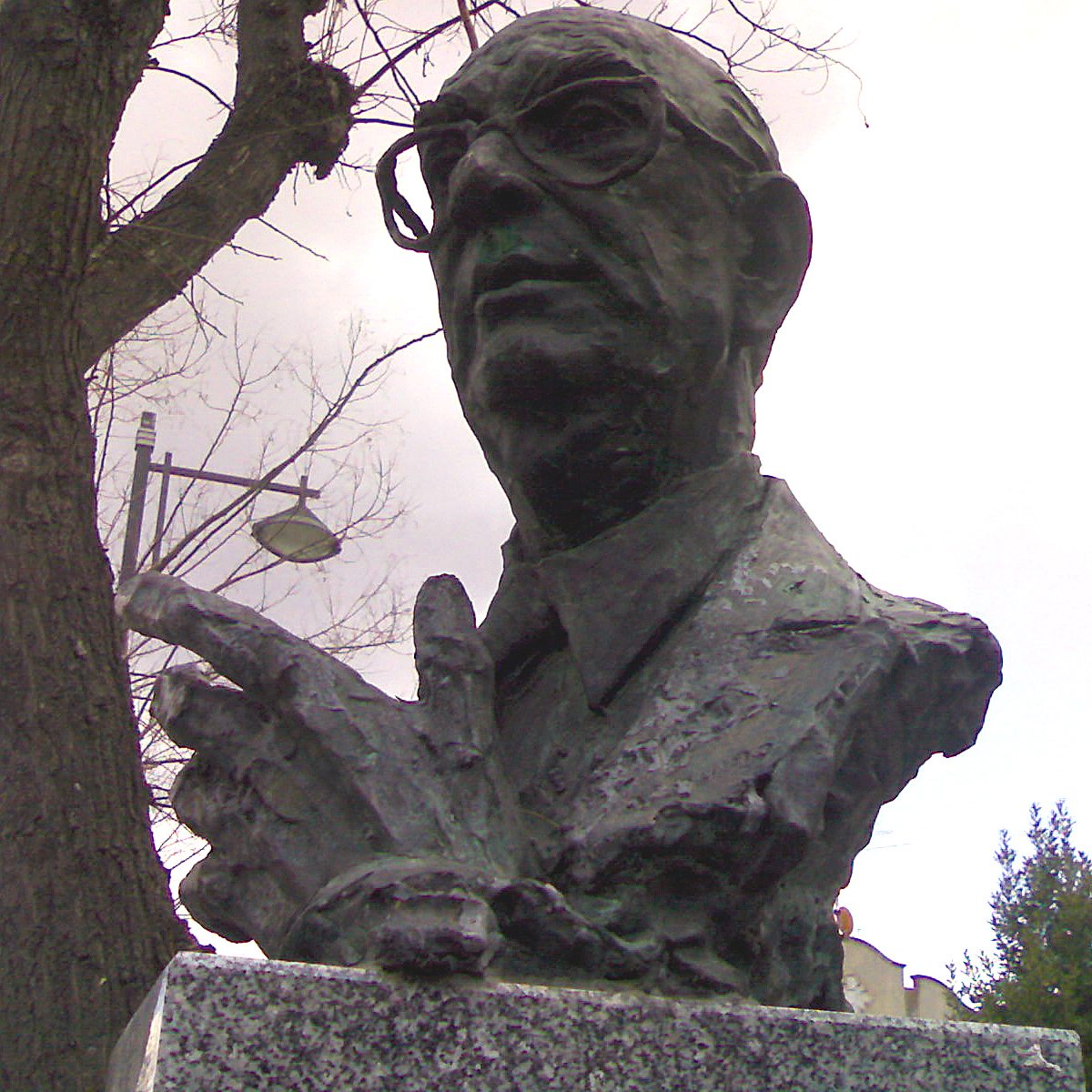
카밀로 호세 셀라의 동상

제1대 이리아플라비아 후작 카밀로 호세 셀라 이 트룰로크(Camilo José Cela y Trulock, 1st Marquis of Iria Flavia, 1916년 5월 11일 ~ 2002년 1월 17일)은 스페인의 소설가이자 1989년 노벨 문학상 수상자이다.

## 성장 배경
1916년 5월 11일 라꼬루냐(La Coruña) 지방의 이리아 플라비아(Iria Flavia)에서 태어나 9세에 가족과 함께 마드리드로 이주하여 에스꼴라삐오스데뽀르리에르los Escolapios de Porlier 학교에입학했는데 이 학교는 당시 가난한 학생들을 위한 종교단체에서 세운 학교였다. 그는 1931년 폐결핵으로 과다라마(Guadarrama) 보건소에 입원하게 되고 이 요양기간을 통해 오르떼가 이 가셋(Ortega y Gasset)전집과 리바데네이라(Rivadeneyra) 판 스페인 고전문학 선집을 독파하기 시작했다.
1936년에 그는 마드리드 대학에서 법학을 전공하고 시인으로 활약을 한다.1936부터 발발한 스페인내란 동안 국민병을 조직해 현장에서 전쟁의 비극 체험을 하기도 한 그는 1942년 내전 후 혼란시대에 《파스쿠알 두아르테의가족 (La familia de Pascual Duarte)》을 발표하였다. 하지만 책의 성공에도 불구하고 재판 발행은 검열에 의해 금지당할 수밖에 없었다.
그는 1944년 3월 12일 마리아 델 로사리오 꼰데삐까베아(María del Rosario Conde Picabea)와 결혼하여 외동아들을 둔다. 그리고 1946년 6월 6일에서 15일까지 알까리아로 여행을 하는데 이 곳에 그가 겪은 이야기들은 1948년 출판한 《알까리아로의여행 Viaje a la Alcarria》에 그 내용이 담겨있다. 1951년에는 아르헨티나 후안 페론정부의 검열과 힘겨루기를 한 후에 《벌집(La colmena)》이라는 작품을 부에노스아이레스에서 출간했으나 이 작품은 스페인에서는 또 다시 금서 목록에 올랐다. 1953년 한림원 임원으로 발탁된 카밀로 호세 셀라는 1956년이 되자 빨마데마요르까(Palma de Mallorca)로 거주지를 이전하여 문학지 《빠뻴레스 데 손 아르마단스 Papeles de Son Armadans》를 주관하는 담당자가 되었다. 이후 그는 1977년 스페인 국왕 후안 까를로스 1세에 의해 상원의원으로 임명되고 1978년 프란시스코 프랑코 사후에 스페인 민주헌법 기초위원으로 활약을 한다. 이후 1982년에는 자신의 소설이었던 《벌집》을 스스로가 감독으로 메가폰을 잡으면서 활약하기 시작한다. 이후, 그는 1989년 스페인에서는 다섯 번째로, 소설가로는 처음으로 노벨 문학상을 수상하게 된다.

제 1대 이리아 플라비아 후작인 셀라의 문장(紋章)

그의 문학적 공로가 인정되어 1996년 5월 17일 후안 카를로스 1세 국왕은 그에게 '이리아 플라비아 후작' 작위를 수여한다. 그가 사망한 뒤 작위는 그의 아들 카밀로 호세 셀라 콘데가 습작했다.

## 시대적 상황
카밀로 호세 셀라가 작품활동을 하던 시기는 스페인 내란 이후인 1950년대 시대였다. 이 당시 스페인은 1955년 유엔에 정식으로 가입함으로써 국제적 고립에서 탈피하게 된다. 그리고 더 나아가 사회적, 문화적 개방의 흐름에 의해 자연스럽게 관광 붐을 이룬다. 이러한 시대의 배경은 스페인 문학에 있어서도 변화를 가져다 주었다. 검열에서도 관용성과 유연성이 두드러지게 나타났으며 외국 소설의 보급이 그 어느 때보다 자유롭게 되었다. 그리하여 이 당시 1950년대의 스페인 소설은 분위기 면에서 상대적 자유를 가지고 있으며 일종의 해빙의 기운 및 어는 정도는 제한된 개방의 분위기를 가지고 있었다. 당시 문학의 주제에 있어 새로운 경향들이 등장하기 시작하는데 크게 5가지로 분류할 수 있다.
- 전쟁을 주제로 삼는 경우 새로운 기법으로 다루고 있다.
- 전통적이고 실존적인 사실주의가 존속한다.
- 사회적 주제가 증가했다.
- 객관적이고 사회적인 신사실주의가 나타난다.
- 작가의 허구적 창작력과 상상력이 돋보이는 소설이 나타난다.

이러하듯 1950년대 스페인은 실질적으로 사실주의 미학이 지배한 시대라고 요약하여 말할 수 있다.

## 작품 목록
- 1942년 『빠스꾸알 두아르떼의 가족』
- 1943년 『휴양소』
- 1944년 『라사리요 데 또르메스의 새로운 사건과 불운들』
- 1948년 『알까리아로의 여행』
- 1951년 『벌집』
- 1952년 『미뇨에서 비다소아까지』
- 1953년 『콜드웰 부인이 아들과 나누는 대화』
- 1955년 『라 까띠라』
- 1956년 『유태인, 모로 인, 기독교인들』
- 1959년 『안달루시아의 첫 여행』
- 1960년 『구아다라마의 노트』
- 1965년 『레리다에서 피레네 산맥까지 여행』
- 1969년 『1936년, 산 까밀로』
- 1973년 『어둠의 작업 5』
- 1983년 『두 명의 사자를 위한 마수르카』
- 1986년 『알까리아로의 새로운 여행』

## 대표작 『벌집』
1951년에 출간된 『벌집』은 대단원의 결말도 없는 작품이다. 하지만 내용적으로는 마드리드라는 사회 저변의 군상들을 조명하면서 실의와 허무에 빠진 마드리드를 표현하고 있다. 줄거리가 전연 없는 42년 겨울을 배경으로 하고 있으며 삼일간에 일어난 마드리드 사람들 이야기를 담았다. 작가는 사회양상의 편견 없는 관조자 역할로서 등장하며 전지전능한 창조자로서의 작가 역할은 보이지 않는다. 차가운 관조와 아이러니, 유머, 삽화적인 생략법을 통해서 사회의 잔혹성을 드러내는데 이는 독자로 하여금 씁쓸한 웃음과 숨막히는 아픔을 전달한다. 인물이 무려 296명에 달하고 그 중 50명은 실제 인물이라는 점이 흥미롭다. 특히나『벌집』은 스페인내에서 금지되어 아르헨티나에서 출판될 수밖에 없었다. 하지만 카밀로 호세 셀라는 벌집으로 스페인 내전 전후 작가의 최고의 위치에 올랐다. 빠스꾸알 두아르떼 가족이 그의 출세작이고 그의 존재를 널리 알린 작품이라면, 벌집은 그의 작품의 절정이며 셀라 문학의 이정표가 되는 작품이다.

## 그 외 작품들

### 《빠스꾸알 두아르떼의 가족》,1942
1942년 『빠스꾸알 두아르떼의 가족』은 전후의 소설사에 있어서 첫 번째 큰 사건이었다. 이 작품은 에스뚜레마두라라는 시골 마을에서 일어난 고통스럽고 격정적인 이야기를 다룬 작품으로서 독자들로 하여금 분노뿐 아니라 감동도 함께 자아냈다. 이 소설은 주위의 한계사항이 주인공으로 하여금 어쩔 수 없는 범죄를 저지르게 만든 이 작품은 오히려 개인의 선,악 기준을 떠나 이 같은 사회에 산다는 것 그 자체가 죽음과 다르지 않다는 그러한 실존의 비극을 다루고 있다.

### 《콜드웰 부인이 아들과 나누는 대화》,1953
죽은 아들 때문에 미쳐버린 여인이 아들에게 보내는 상상속의 편지들의 내용을 담은 이 소설은 내부 독백을 통한 잠재의식의 표출했다. 총 222장의 편지이지지만 짧은 장으로 산문시 형식이며 대체로의 내용은 꿈속의 상상으로 가득 차있다.

### 《라 까띠라》,1955
이 작품은 카밀로 호세 셀라가 스페인 비평문학상을 받은 작품으로 중남미 스페인어로 씌어진 리얼리즘 계열의 작품이다. 작품의 배경이 되는 무대는 베네수엘라이며 효과적인 어휘, 의성어, 리듬 등 끊임없는 유희가 돋보인다.

### 《1936년, 산 까밀로》,1969
스페인 내전이전의 사회적 분위기를 기술한 작품이다.

### 《두 명의 사자를 위한 마수르카》,1983
살인과 복수극을 초현실주의 기법으로 찬란한 이미지속에 전개한 전율주의의 블랙유머적 품위와 함께 독자를 끝없이 매료하고 있다.

## 작품 경향
그의 각각의 소설들은 각기 상이한 소설기법을 따른다. 그가 내린 소설정의에 따르면 "소설은 제목 하에서 그리고 괄호에 넣어 덧붙여서 <소설>이라는 단어를 인정하는, 책이라는 형태로 출판된 모든 것이다."라고 한다. 이는 소설이라는 장르의 개방된 특징과 변형의 가능성에 대해 그 스스로 확신이 있음을 보여준다. 삐오 바로하의 실존적 페시미즘을 연상케 하는 그의 소설세계는 잔혹하고 신랄한 모습을 띠고 있지만 인간의 고통 앞에 미약하나마 존재하고 있는 애정, 무한한 동정심의 창구를 열어놓고 있다. 과거의 미학주의를 청산하고 새로운 세대로 전환하고자 하는 그의 문체 역시 정형화, 고착화된 모습보다는 오히려 다양하고 심화된 경향을 보인다. 그는 초기 작품 활동 중에 시를 썼으며 시적 기법에 익숙하였던 만큼 시어가 가질 수 있는 가능성을 소설에서도 인위적으로 보여주려 한다. 또한 작가의 감정을 강조하고 심화시키기 위해 사용한 갖가지 수사학적인 기교는 때때로 해학과 함께 시니컬한 풍자, 블랙 유머, 익살스런 재치가 같이 연출되는 아이러니한 상황을 빚어내기도 한다. 그의 작품에서는 고통스런 냉혹감, 탁한 유머, 서정적 어조가 서로 혼합된 모습을 살필 수 있다. 그의 작품의 경향을 말할 때 가장 많이 등장하는 전율주의란 셀라 소설의 문체적 미학을 말하는 것으로 냉혹하고 잔인한 인간 실존의 양상을 자세하고 치밀하게 그리고 한 오라기 감상적 해석이나 평가 없이 지극히 객관적이거나 혹은 아이러니컬하게 제시할 때 오는 소름끼치는 사실감을 말한다.

## 한국내 번역본
- 파수쿠알 두아르테 가족
- 플로라의 시계
- 어둠의 작업5
- 벌집
- 흘러가는 저 구름들
- 두 망자를 위한 마주르카